# Васиљево (Глоговац)
Васиљево (алб. Vasilevë) је насеље у општини Глоговац, Косово и Метохија, Република Србија.

## Становништво
| Демографија | Демографија | Демографија |
| Година      | Становника  | Становника  |
| ----------- | ----------- | ----------- |
| 1948.       | 165         |             |
| 1953.       | 187         |             |
| 1961.       | 236         |             |
| 1971.       | 342         |             |
| 1981.       | 457         |             |
| 1991.       | 744         |             |